# Герб комуни Істад
Герб комуни Істад (швед. Ystads kommunvapen) — символ шведської адміністративно-територіальної одиниці місцевого самоврядування комуни Істад. 

## Історія
Від XІV століття місто Істад використовувало власний герб. Сучасний дизайн герба було розроблено також для міста Істад. Отримав королівське затвердження 1936 року.    
Після адміністративно-територіальної реформи, проведеної в Швеції на початку 1970-х років, муніципальні герби стали використовуватися лишень комунами. Цей герб був 1971 року перебраний для нової комуни Істад.
Герб комуни офіційно зареєстровано 1974 року.

## Опис (блазон)
У золотому полі, всипаному червоними трояндами, спинається синій лев у червоній короні, з такими ж язиком і пазурами.

## Зміст
Сюжет герба походить з міської печатки 1394 року.      